# أبو عشرة
أبو عشرة هي قرية من فئة (ب) تقع في محافظة عفيف، والتابعة لمنطقة الرياض في السعودية. حيث أن منطقة الرياض تضم 22 محافظة إدارية، منها 12 محافظة فئة (أ)، و 10 محافظات فئة (ب). بها 500 مركز إداري، منها 183 مركز فئة (أ)، و 317 مركز فئة (ب).

## الخدمات العامة
- كهرباء[2]
- شبكة مياه[2]
- شبكة هاتف[2]
- هاتف نقال[2]
- شبكة إنترنت[2]
- مدارس[2]
- الخدمات التعليمية[2]